# Price Tag
Price Tag è un singolo della cantante britannica Jessie J, pubblicato il 25 gennaio 2011 come secondo estratto dal primo album in studio Who You Are.
Il singolo ha visto la collaborazione del rapper statunitense B.o.B ed utilizza un campionamento del brano Zimba Ku del gruppo funk statunitense Black Heat.
Il brano è stato scritto da Jessie J, Dr. Luke, Claude Kelly e B.o.B ed è stato prodotto da Dr. Luke. Un remix del brano è stato realizzato da Devlin. Il singolo ha debuttato alla prima posizione della classifica dei singoli più venduti nel Regno Unito, diventando il primo singolo al numero uno di Jessie J.

## Video musicale
Il videoclip del brano, pubblicato il 25 gennaio 2011, ha ottenuto la certificazione Vevo.

## Tracce
Download digitale
1. Price Tag – 3:41
2. Price Tag (Shux Remix) – 3:27
3. Price Tag (Benny Page Remix) – 4:29
4. Price Tag (Doman & Gooding Remix) – 4:58
5. Price Tag (Versione acustica) – 3:19

## Classifiche
| Classifica (2011) | Posizione massima |
| ----------------- | ----------------- |
| Australia         | 2                 |
| Austria           | 11                |
| Belgio (Fiandre)  | 1                 |
| Belgio (Vallonia) | 1                 |
| Canada            | 4                 |
| Danimarca         | 14                |
| Francia           | 1                 |
| Germania          | 3                 |
| Irlanda           | 1                 |
| Italia            | 5                 |
| Norvegia          | 6                 |
| Nuova Zelanda     | 1                 |
| Paesi Bassi       | 3                 |
| Regno Unito       | 1                 |
| Repubblica Ceca   | 3                 |
| Slovacchia        | 4                 |
| Spagna            | 17                |
| Stati Uniti       | 23                |
| Svezia            | 17                |
| Svizzera          | 7                 |
| Ungheria          | 1                 |

### Classifiche di fine anno
| Classifica (2011) | Posizione |
| ----------------- | --------- |
| Australia         | 9         |
| Austria           | 70        |
| Belgio (Fiandre)  | 23        |
| Belgio (Vallonia) | 13        |
| Canada            | 22        |
| Danimarca         | 48        |
| Germania          | 28        |
| Giappone          | 28        |
| Irlanda           | 10        |
| Nuova Zelanda     | 6         |
| Paesi Bassi       | 21        |
| Regno Unito       | 4         |
| Romania           | 15        |
| Spagna            | 45        |
| Stati Uniti       | 93        |
| Svezia            | 78        |
| Svizzera          | 24        |
| Ungheria          | 11        |